# Jorge Aragão
Pour les articles homonymes, voir Aragão.
Jorge Aragão da Cruz (né à Rio de Janeiro, le 1er mars 1949 est un chanteur et auteur-compositeur brésilien de samba et de son dérivé "o pagode". C'est l'un des membres fondateurs du groupe Fundo de Quintal (groupe majeur du pagode). Ses compositions ont été interprétées par des artistes tels qu'Alcione, Beth Carvalho, Zeca Pagodinho ou Martinho da Vila.   

## Discographie

### LP
- Samba é no Fundo de Quintal, vol 1 (1980) RGE

### CD
- Jorge Aragão ao Vivo 1 (1999) Indie Records (pt)
- Casa de Samba 4 (2000) Universal Music
- Jorge Aragão ao Vivo 2 (2000) Indie Records (pt)
- Todas (2001) Indie Records (pt)
- Jorge Aragão ao vivo convida (2002) Indie Records (pt)
- Da noite pro dia (2004) Indie Records (pt)